# CRAFT Austria
Die CRAFT Austria (Combined Rescue and Firefighting Team Austria) war eine österreichische Eingreiftruppe für Katastropheneinsätze im Ausland. Früher wurde sie auch als Task Force Austria bezeichnet. Sie bestand aus Feuerwehren, dem Bundesministerium für Inneres (BMI), d. h. Beamten der Polizei, und der Johanniter-Unfall-Hilfe und wurde auf Anforderung aus dem Ausland eingesetzt. Den Einsatzbefehl erteilte das BMI, alle Einheiten arbeiteten aber unter der Kommandostruktur der Feuerwehr.
Angefordert werden konnte die CRAFT Austria von verschiedenen Stellen:
- von den Vereinten Nationen,
- von der NATO im Rahmen der Partnerschaft für den Frieden, oder
- vom Europäischen Zivilschutzverband der EU.

Die Truppe war innerhalb von 12 Stunden einsatzbereit. Ziel war es, möglichst autark zu arbeiten, das bedeutet, dass alle Einheiten jeweils entweder gleich mitgenommen werden oder von Österreich nachgeschickt werden. Im Umkreis von 1000 km wurde die Truppe mit eigenem Gerät eingesetzt, d. h., sie fuhr mit eigenen Fahrzeugen. Bei größeren Entfernungen wurde sie geflogen. Die CRAFT Austria wurde mehrfach bei Erdbeben eingesetzt, auch bei Waldbränden war sie schon einige Male in Einsatzbereitschaft. Im Mai 2005 waren Teile der CRAFT im Hochwassergebiet bei Temeswar in Rumänien in Einsatz. An Übungen beteiligt war sie 2002 in Kroatien bei einer internationalen Waldbrandübung oder bei der Dacia 2003 in Rumänien, wo Österreich das größte Team stellte. Annahme war ein Anschlag mit einer „Schmutzigen Bombe“. Dabei wurde auch der Strahlenschutzdienst eingesetzt. 2004 wurde die Übung EUDREX 2004 im Raum Wiener Neustadt (Tritolwerk) mit Schwerpunkt Schadstoff durchgeführt, an der auch die CRAFT Austria teilnahm.
Die CRAFT Austria wurde auf Beschluss der beteiligten Organisationen im Jahr 2006 aufgelöst.